# Calycobolus
Genre
Calycobolus est un genre de plantes de la famille des Convolvulaceae.

## Taxinomie
Calycobolus a pour synonymes hétérotypiques :
- Dufourea Kunth in F.W.H.von Humboldt, A.J.A.Bonpland & C.S.Kunth, Nov. Gen. Sp. 3: 113 (1819), nom. illeg.
- Dethardingia Nees & Mart., Nova Acta Phys.-Med. Acad. Caes. Leop.-Carol. Nat. Cur. 11: 80 (1823), nom. superfl.
- Reinwardtia Spreng., Syst. Veg. 1: 527 (1824), nom. illeg.
- Prevostea Choisy, Ann. Sci. Nat. (Paris) 4: 497 (1825).
- Codonanthus G.Don, Gen. Hist. 4: 166 (1837).
- Wilberforcia Hook.f., Hooker's Icon. Pl. 8: t. 796 (1848), pro syn.
- Baillaudea Roberty, Candollea 14: 25 (1952).

## Liste d'espèces
Selon Catalogue of Life (31 octobre 2017) :
- Calycobolus acuminatus (Pilger) Heine
- Calycobolus africanus (G. Don) Heine
- Calycobolus cabrae (De Wild. & Th. Dur.) Heine
- Calycobolus campanulatus (Baker) Heine
- Calycobolus cordatus (Hall. fil.) Heine
- Calycobolus gilgianus (Pilger) Heine
- Calycobolus glaber (Kunth) House
- Calycobolus goodii Heine
- Calycobolus hallianus Breteler
- Calycobolus heineanus J. Lejoly & S. Lisowski
- Calycobolus heudelotii (Baker ex Oliv.) Heine
- Calycobolus insignis (Rendle) Heine
- Calycobolus lanulosus D.F Austin
- Calycobolus micranthus (Dammer) Heine
- Calycobolus nutans (Moc. & Sessé ex Choisy) D. F.Austin
- Calycobolus parviflorus (Mangenot) Heine
- Calycobolus petitianus J. Lejoly & S. Lisowski
- Calycobolus robynsianus J. Lejoly & S. Lisowski
- Calycobolus sericeus (Kunth) House
- Calycobolus velutinus (Walp.) House

Selon NCBI (31 octobre 2017) :
- Calycobolus glaber
- Calycobolus nutans

Selon The Plant List (31 octobre 2017) :
- Calycobolus africanus (G. Don) Heine
- Calycobolus glaber (Kunth) House
- Calycobolus heudelotii (Baker ex Oliv.) Heine
- Calycobolus insignis (Rendle) Heine
- Calycobolus klaineana Heine
- Calycobolus lanulosus D.F. Austin
- Calycobolus micranthus (Dammer) Heine
- Calycobolus nutans (Moc. & Sessé ex Choisy) D.F. Austin
- Calycobolus parviflorus (Mangenot) Heine
- Calycobolus sericeus (Kunth) House

Selon Tropicos (31 octobre 2017) (Attention liste brute contenant possiblement des synonymes) :
- Calycobolus acuminatus (Pilg.) Heine
- Calycobolus africanus (G. Don) Heine
- Calycobolus bampsianus Lejoly & Lisowski
- Calycobolus campanulatus (K. Schum.) Heine
- Calycobolus emarginatus Willd. ex Roem. & Schult.
- Calycobolus glaber (Kunth) House
- Calycobolus goodii Heine
- Calycobolus heineanus Lejoly ex Lisowski
- Calycobolus heudelotii (Baker ex Oliv.) Heine
- Calycobolus insignis (Rendle) Heine
- Calycobolus klaineanus (Pierre ex Pellegr.) Heine
- Calycobolus lanulosus D.F. Austin
- Calycobolus micranthus (Dammer) Heine
- Calycobolus nutans (Moc. & Sessé ex Choisy) D.F. Austin
- Calycobolus oddonii (De Wild.) Heine
- Calycobolus parviflorus (Mangenot) Heine
- Calycobolus pringlei House
- Calycobolus pulchellus Willd.
- Calycobolus robynsianus Lejoly & Lisowski
- Calycobolus sericeus (Kunth) House
- Calycobolus spectabilis (Choisy) House
- Calycobolus thollonii Lejoly & Lisowski
- Calycobolus velutinus (M. Martens & Galeotti) House